# Association francophone de la solidarité
Créée aux côtés du militant écologiste et réalisateur Yann Arthus-Bertrand, l’Association francophone de la solidarité, ONG reconnue d’intérêt général, a pour ambition de sensibiliser, inspirer et agir avec les citoyens pour l'écologisme et la solidarité, sur l’ensemble des territoires francophones.

## Historique
L'association francophone de la solidarité, dite la Francophone de la solidarité, voit le jour en 2021 grâce à Yann Arthus-Bertrand, Capucine Salinson et les frères Lucas et Guillaume Rietsch, trois de ses proches collaborateurs au sein de sa Fondation GoodPlanet à Paris.
Elle commence ses activités par le suivi architectural du projet de la Vallée de la Millière,,,en vallée de Chevreuse, laboratoire vivant en réensauvagement, de préservation de la biodiversité et d'expérimentation agricole qui voit le jour en 2024. Elle suit également le projet de l'îlot de Boboto, au Congo-Brazzaville, projet d'école spéciale à destination spécifique des jeunes autistes et handicapés.

## Organisation et actions
Dès 2023, l'association commence son travail effectif dans le monde Francophone. Elle est actuellement présente en France métropolitaine (Paris et Strasbourg), en Martinique, Nouvelle-Calédonie, à la Réunion, mais aussi au Congo, en Côte d'Ivoire, au Gabon et au Cameroun.
Cette organisation non-gouvernementale propose 3 types de missions : 
- actions de sensibilisation : missions auprès du public scolaire mais aussi des associations et institutions (professeurs, élus...)[11]
- actions culturelles: Expositions, projections-débats, série documentaire de plus de 80 portraits à travers la Francophonie[12],[13],[14],[15],[16]...
- actions de terrain: Dépollutions, ramassage de déchets, distribution de repas, sorties pédagogiques[17]...

La Francophone de la Solidarité fonctionne grâce aux dons et à l'aide de ses bénévoles dans le monde entier.

## Public impacté
La Francophone de la Solidarité développe ses actions auprès des publics en nécessité de façon bénévole. En 2023, des milliers de personnes en difficulté ont ainsi pu bénéficier de son aide gratuitement à travers le monde.